# Martin Handford
Martin Handford (nascido em Londres, Inglaterra, 1956) é autor e ilustrador britânico famoso nos anos 80 por ser autor da série de livros "Onde está o Wally?" também conhecido como Onde Está o Waldo.

## Biografia
Infância
Martin nasceu em Hampstead, Londres, era uma criança solitária, nascido de pais divorciados. Ele começou a desenhar multidões quando tinha 4 ou 5 anos de idade, e depois passou a fazer bonecos no papel. Depois da escola, em vez de sair com os amigos para brincar ou jogar, Martin preferia desenhar. Sua inspiração para desenhar tais figuras, veio através de filmes clássicos e de seus soldados de brinquedo.
Adulto
Como adulto, Martin trabalhou por três anos em escritório de seguros (Crusader Insurance Company) para pagar seu grau na faculdade de arte UCA (University for the Creative Arts) anteriormente KIAD (Kent Institute of Art and Design) em Maidstone, Kent. Após se formar, Martin trabalhou como ilustrador freelance, se especializando em desenhar cenas de multidões para vários clientes.

## Carreira
Em 1981, Martin desenhou a capa para o album Magnets, da banda The Vapors. A capa apresentava uma cena de um assassinato que formava a forma de um olho.
Até que em 1986, ele foi chamado pelo seu diretor de arte na Walker Books, para desenhar um personagem com aparência peculiar que teria uma apresentação incomum no meio da multidão. Depois de pensar bastante, ele chegou com a ideia de criar Wally", um viajante mundial e do tempo que sempre esta vestido com listras vermelho e branco. Em todas as suas viagens, Wally é acompanhado por seus amigos, Wenda, que usa roupas com as mesmas cores que Wally, e o malvado Odlaw (Waldo falado de trás para frente), que se veste com uma roupa listrada de amarelo e preto.
Martin virou uma pequena celebridade com o livro "Onde está o Wally?", que vendeu para mais de 28 países. Começando em 1987, ele produziu mais de 7 livros clássicos da série "Onde Está o Wally?", mas seu personagem foi expandido para outros produtos como: caderno, travesseiro, vídeo game, poster, história em quadrinhos e muito mais. Em 1991, foi adaptado para uma série animada de 13 episódios produzido pela DIC Enterprises. Em 2019, a série recebeu um reboot com o nome "Where is Waldo?", produzido pela DreamWorks e estreou no canal Universal Kids. Ele é reconhecido por ser um trabalhador metódico e diligente. Às vezes ele leva oito semanas para desenhar uma ou duas páginas do Wally e dos personagens à sua volta, seus desenhos são desenhados na mesma escala como de um livro e cada página às vezes contém expansão de 300 para 500 figuras, com o Wally frequentemente sendo o último personagem a ser desenhado no meio da multidão.
Em 2007, Martin vendeu os direitos da sua série para o Entertainment Rights Group.
Arte
Seu estilo de arte é provavelmente o mais famoso exemplo de desenhos Wimmelbilderbuch, originalmente populacionado por Hieronymus Bosch, Pieter Brueghel, o Velho e Hans Jürgen Press.

## Wally ou Waldo?
Os livros foram publicados no Reino Unido pela Walter Books, enquanto nos Estados Unidos seu título mudou para "Onde Esta o Waldo?" Primeiro pela Little, Brown and Company antes de ser obtido pela Candlewick Press (uma companhia de publicação subsidiaria americana da Walker Books).

## Filme Cancelado
Em 2005, foi planejado um filme baseado na série de livros e seria produzido pela Nickelodeon, mas foi cancelado devido a mudança de gerenciamento na Paramount Pictures.

## Vida Pessoal
Martin é tímido mas é um gênio criativo, que se concentra muito no trabalho e não tem interesse em publicidade. Quando esta trabalhando, ele gosta de ouvir Bee Gees, the Clash ou Sergeant Bilko

## Ligação Externa
- https://clubs-kids.scholastic.co.uk/clubs_content/2168
- https://www.facebook.com/whereswaldo/photos/a.81445359355/10156180562734356/?type=1&theater
- https://www.theguardian.com/business/2007/jan/22/6

1. ↑  https://www.facebook.com/whereswaldo/photos/a.81445359355/10156180562734356/?type=1&theater
2. ↑  https://clubs-kids.scholastic.co.uk/clubs_content/2168
3. ↑  https://www.theguardian.com/business/2007/jan/22/6